# Tom Dillmann
Tom Dillmann, född 6 april 1989 i Mulhouse är en fransk racerförare.